# パリセーズ・タホ
パリセーズ・タホ(Palisades Tahoe)は、アメリカ合衆国カリフォルニア州プレイサー郡のシエラネバダ山脈山中にあるスキーリゾートである。1948年に開設され、当初はスコーバレー(Squaw Valley)と呼ばれていたが、スコー(squaw)という言葉に軽蔑的な意味合いがあることから、2021年に現在の名称に変更された。1960年冬季オリンピックの開催地である。
タホ湖地域最大のスキー複合施設であり、難易度の高いコースがあることで知られている。スキー場の面積は2400ヘクタールで、6つのピークにまたがり、30本の索道（ケーブルカーとアメリカで唯一のフニテルを含む）が設置されている。麓の標高は1890メートルで、最高峰のグラナイト・チーフの標高は2750メートルである。年間平均降雪量は約10メートルである。年間約60万人のスキーヤーが訪れるほか、夏にもイベントが開催されている。
1960年の冬季オリンピック開催地となったことで注目されたが、1970年代以降、所有者が何度か変わっている。2012年、近隣のアルパイン・メドウズと合併してスコーバレー・アルパイン・メドウズ(Squaw Valley Alpine Meadows)となり、2500ヘクタール、43本の索道、270本以上のコースに共同でアクセスできるようになった。しかし、双方のスキーリゾートを結ぶゴンドラの建設や麓の開発をめぐって、環境保護論者から反対運動が起こっている。

## 歴史

### 建設

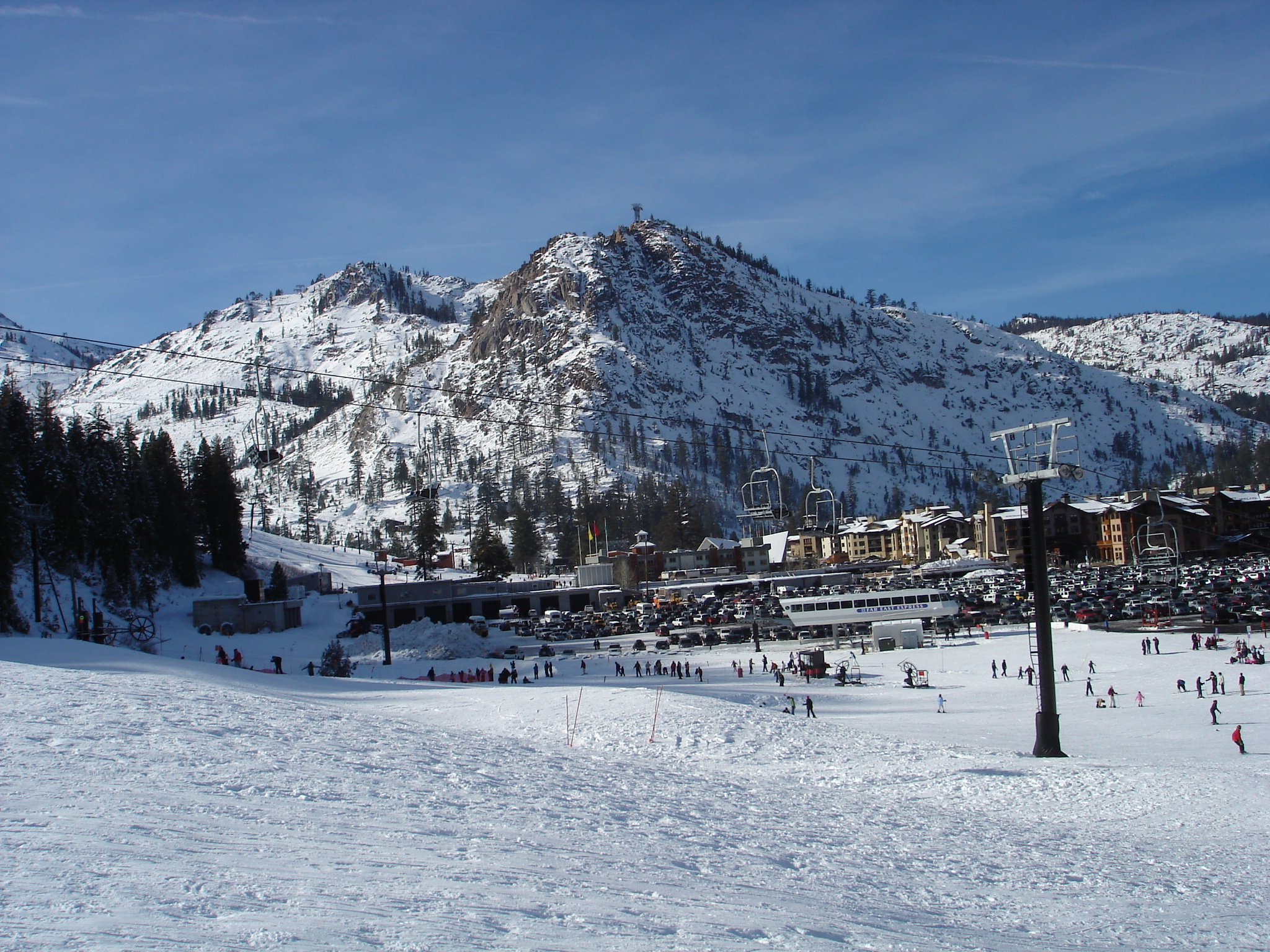
麓の様子（2006年）

ネバダ大学リノ校でかつてスキーのトップ選手だったウェイン・ポールセン(Wayne Poulsen)は、スコーバレーの2,000エーカー (8.1 km2)の土地をサザン・パシフィック鉄道から購入した。ポールセンは、近くのタホ・シティのグランリバッケンで行われたオリンピック選考会で3位に入賞したことがあり、この地には縁があった。その直後、ポールセンはハーバード大学出身の弁護士アレクサンダー・クッシング(Alexander Cushing)と出会った。クッシングは1946年にスキーをしにシエラネバダを訪れた際、タホ湖がスキーリゾートにふさわしい立地であると感じており、土地を保有しているポールセンと、スキーリゾートを開設するためのパートナーシップを結んだ。しかし、リゾートの方向性をめぐって意見が対立してポールセンはプロジェクトを去り、クッシングが主導権を握った。クッシングはスコーバレー・スキー・コーポレーションの会長に就任し、2006年に亡くなるまでその地位にあった。
スコーバレーはヨーロッパのスキーリゾートを手本に設計され、プール、アイスリンク、ローラーディスコ、レストランなどの施設は麓ではなく山頂に設置された。また、先進的なリフト技術が初めてアメリカに導入され、スクーワンリフトは開設当時世界最長のダブルチェアリフトだった。

### 1960年冬季オリンピック

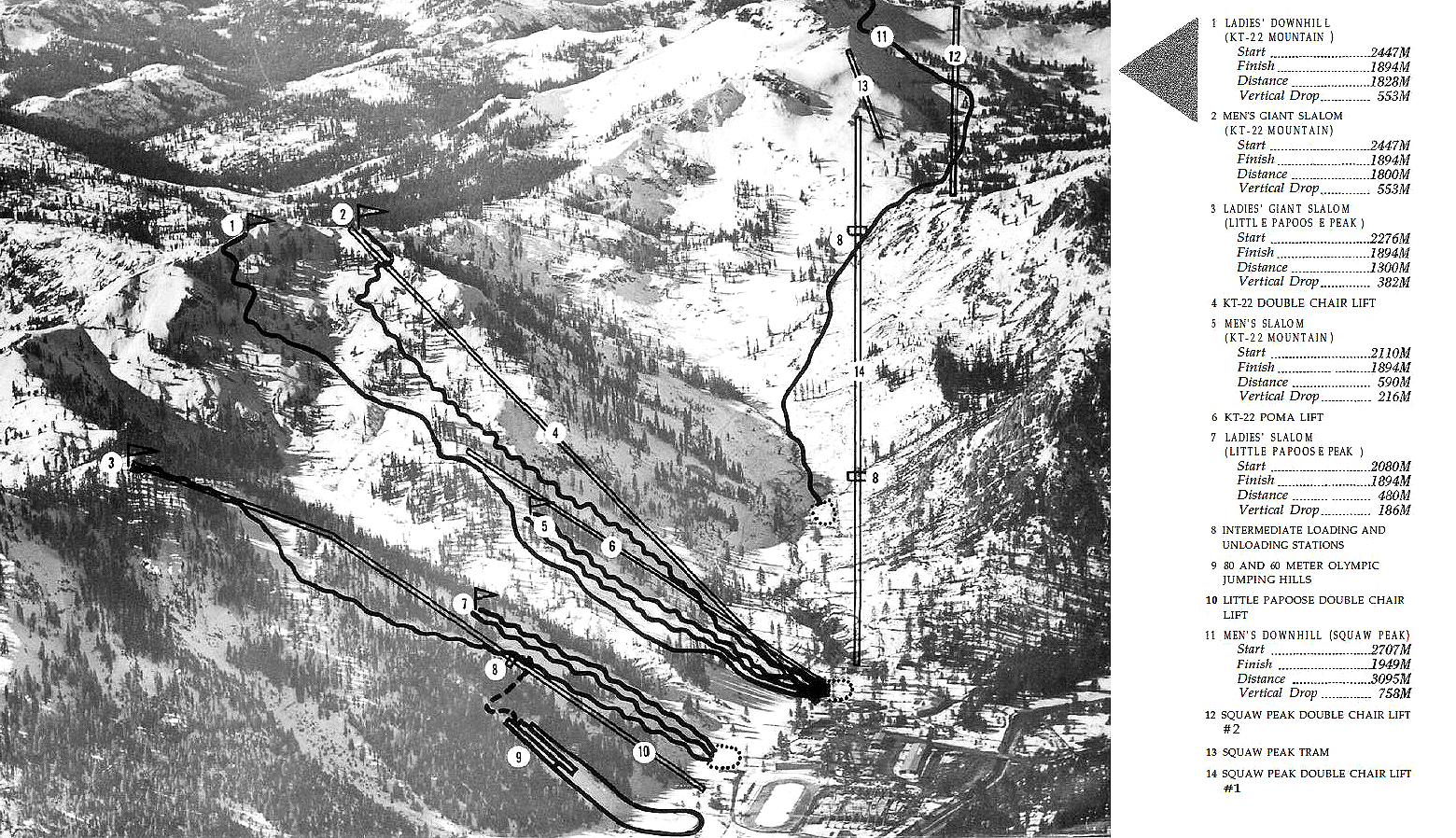
1960年冬季オリンピックのアルペンスキー競技のコース

スコーバレーの成功の理由は、1960年冬季オリンピックの開催地となったことによる知名度向上が大きな要因であり、それはクッシングの決断と尽力によるものである。
1954年から、クッシングは国際オリンピック委員会(IOC)に対し、1960年の冬季オリンピックをスコーバレーに誘致するためのロビー活動を開始した。この大会の開催地には、西ドイツのガルミッシュ＝パルテンキルヒェン、オーストリアのインスブルック、スイスのサンモリッツといった有名なスキーリゾートも立候補しており、その中でもインスブルックが最有力候補と見られていた。スコ―バレーは全くの無名であり、当時スキー場を含む冬季スポーツ施設は一切なかった。1955年にパリで開かれたIOC総会では、クッシングはオリンピック開催予定地の模型を持ち込んでIOC委員にアピールした。その結果、最終的にスコーバレーが開催地に選ばれた。組織委員会にはクッシングも参加し、350ドル（当時）の巨費を投じてアイスアリーナとスピードリンクが作られた。
1960年に開催されたスコーバレーオリンピックは、オリンピック史上初めてテレビで生中継され、世界中の何百万人もの視聴者がリアルタイムで競技を観戦した。オリンピックの開催により、アメリカのスキー場がヨーロッパのものと同レベルに達したことが世界に示され、また、スコーバレーが世界クラスのスキーリゾートであることが国際社会に知らしめられた。

### 所有者の変遷
数年にわたる赤字のため、1971年にスコーバレーはカリフォルニア州により競売にかけられた。最終的にオーストラリアのメインライン・コーポレーションが2500万ドルで落札し、ポールセンが持っていた1500エーカーの土地を追加で取得した。しかし、1974年8月に同社が経営破綻し、スコーバレーは再び売りに出された。
1978年、スコーバレーのケーブルカーで当時史上最悪の事故が発生した。4月15日（土曜日）の午後、嵐によりケーブルカーの車体がケーブルから外れて23メートル落下し、ケーブルにより車体が切り裂かれた。この事故により、4人が死亡、31人が負傷した。
2010年11月、プライベート・エクイティ・ファンドのKSLキャピタル・パートナーズがスコーバレーを買収した。2011年9月、スコーバレーとアルパイン・メドウズの所有権の統合が発表され、隣接する2つのスキーリゾートがKSLの傘下に入ることになった。その1年後、2つのスキーリゾートはKSLの子会社のスコーバレー・スキー・ホールディングスの下で経営されることになった。同社は、「スコーバレー・アルパイン・メドウズ」という統一名称のもとで、リフト券やシーズンパスの共同販売、拠点間の無料シャトルバスの運行を行ったが、個々のリゾートの個性は保ったままとした。2017年、KSLはアスペン・スノーマスと共同でアルテラ・マウンテン・カンパニーを設立し、スコーバレー・アルパイン・メドウズの保有と運営を移管した。

### アルパイン・メドウズ・ゴンドラ
スコーバレー・スキー・ホールディングスは、スコーバレーとアルパイン・メドウズを結ぶゴンドラの建設を計画した。この建設には、環境に与える影響を調査し、所在地であるプレイサー郡やタホ国有林を管理するアメリカ合衆国森林局の許可を得る必要があった。
シエラ・ウォッチやシエラ・クラブなどの多くの環境保護団体が、このゴンドラの建設はグラナイト・チーフの野生生物に対する脅威になるとみなした。2019年7月、シエラ・ウォッチとグラナイト・チーフ野生保護連盟は、スコーバレー社によるゴンドラの建設に対するプレイサー郡の承認に異議を唱えて提訴した。2020年1月、森林局は、国有林の上空のゴンドラの通過を承認する決定記録を公表した。2020年2月、シエラネバダ・イエローレッグ・フロッグに対する影響を緩和する措置の実施をスコーバレー社が約束する代わりに、原告は訴訟を取り下げた。
ゴンドラはスコーバレー社の傘下にないホワイトウルフマウンテン・スキー場も通過する計画だったが、その所有者のトロイ・コールドウェルはゴンドラの建設に賛成した。2021年夏にゴンドラの建設が開始され、2022年に開業した。

### 開発をめぐる議論
先述のゴンドラ計画のほかにも、スコーバレーの駐車場エリアにおける大規模な開発計画がある。2016年、スコーバレー社はこの計画の申請書をプレーサー郡に提出したが、カリフォルニア州司法長官はプレイサー郡に対し懸念の書簡を送った。計画では、計850室のホテルとコンドミニアム、高さ96フィートの「マウンテンアドベンチャーキャンプ」、通年営業の屋内プールが建設される予定である。環境影響評価によれば、この開発により、周辺の道路を通過する自動車が最大で3300台増えると予測されており、20件の「重大だが避けられない」影響があると報告されている。
シエラ・ウォッチは、拡張計画案に反対するイベントの開催やオンライン請願書の回覧を行った。
地元の自然保護団体の反対にもかかわらず、2016年11月、プレイサー郡は開発計画案を承認した。2016年12月、シエラ・ウォッチは、この計画がカリフォルニア環境品質法に違反しているとして、承認取り消しを求めて提訴した。
2017年、スコーバレー社は開発案にジェットコースターを追加した。

### 名称をめぐる議論
「スコー」(squaw)という言葉は、ネイティブアメリカンに対する蔑称であるとして多くのネイティブアメリカンから不快に思われており、地元の先住民であるワショー族は、リゾートの名称への使用を批判していた。
このような批判を受けて、2020年8月25日、スコーバレー社はリゾートの名称を変更すると発表した。ロン・コーエン社長は「我々はこの地域の歴史と、長い間呼ばれてきたこの地域の名前から思い出される皆様の思い出を愛していますが、『スコー』という言葉が不快に思われるという抵抗できない証拠に直面しています」と述べた。2021年9月13日、新しい名称が「パリセーズ・タホ」(Palisades Tahoe)であることが正式に発表された。同日、ワショー族はプレスリリースを出し、この改称への全面的な支持を表明した。名称変更後、パリセーズ・タホには、ワショー族の協力により、部族の文化や生活様式に関する展示が設けられた。
なお、地名のスコーバレーも、2022年にオリンピック・バレー(Olympic Valley)に改称されている。